# ديره اليوسفي (مدينة مأرب)

تعديل مصدري - تعديل

ديره اليوسفي هي إحدى قرى عزلة الاشراف بمديرية مدينة مأرب التابعة لمحافظة مأرب، بلغ تعداد سكانها 63 نسمة حسب تعداد اليمن لعام 2004.